# نسبت طلایی (برنامه تلویزیونی)
نسبت طلایی یا ۱.۶۱۸ برنامه زنده تلویزیونی و گفتگومحور از گروه دانش شبکه ۴ می‌باشد که در سال ۱۳۹۲ تهیه و بخش شد. این برنامه با هدف ترویج تفکر علمی، آگاهی بخشیدن، انتقال تجربه‌ها به مخاطب، اطلاع‌رسانی و تحلیل اخبار و رویدادهای علمی، فناوری، زیست‌محیطی، اجتماعی، فرهنگی و گردشگری، اول مهرماه ۹۲ به مناسبت بازگشایی مدارس و دانشگاه‌ها شروع به بخش نمود.
محمدفؤاد صفاریان‌پور به عنوان تهیه‌کننده، سیاوش صفاریان‌پور به عنوان کارگردان در برنامه حضور دارند. سیاوش صفاریان‌پور به همراهی محمود کریمی اجرای این برنامه را بر عهده دارند، گرچه در کنار این‌دو مجری، در هر قسمت افراد دیگری چون محمدعلی اینانلو، مهسا ملک مرزبان، نفیسه نعیمی‌پور، اسماعیل میرفخرایی، محمدرضا نوروزی، آرش برهمند، سپیده قادری، فرهاد شمسیان و... به عنوان میزبان حضور دارند.
فؤاد صفاریان‌پور می‌گوید که این برنامه در واقع شکل کلی و ترکیبی از برنامه‌های دیگر شبکه‌ی ۴ سیما هم‌چون «۳۶۰ درجه»، «مداربسته»، «طلوع» و «کندو» می‌باشد که قبلاً از این شبکه بخش شده‌است و سعی بر این دارد که مفاهیم پیچیده‌ی علمی را با زبانی ساده و عامه‌پسند برای مخاطب بیان کند.
در مدت بخش این برنامه از مهر ۹۲ تا پایان آن، در مجموع ۳۶ قسمت برنامه‌ی ۶۰ دقیقه‌ای تولید شد.